# 美女或野獸
《美女或野獸》（日語：びじょかやじゅう）是一部於2003年1月9日起，至同年3月20日，由日本富士電視台每週四22:00〜22:54（日本標準時間）「木十」檔播出的電視連續劇，由松嶋菜菜子、福山雅治雙掛主演，平均收視率為18.5%。
該劇於2003年7月20日在香港有線電視亞洲人氣偶像劇場首播，並於2003年7月29日在台灣緯來日本台首播。

## 劇情簡介
鷹宫真（松嶋菜菜子飾）與永瀨洋海（福山雅治飾）是大學時代的戀人。大小姐身份的鷹宫真獲得去哈佛大學留學的機會時，她約了男友見面。永瀨以為女友約見是為了談分手的事，害怕被女友抛棄的他反覆猶豫是否赴約，偏偏這時，一場大雪突然到来。他想，她不會等他，於是失了約。而一心希望男友挽留自己的鷹宫真卻在雪地等候著，可是心愛的人最終没有出現。
九年三個月之後，被JBC電視台重金禮聘的鷹宫真出任Evening News的首席製作人，誓言挽救收視。同一天，永瀨洋海從综藝部調職至新聞部。昔日的情侶再次照面，並成為上司和下屬的關係，她和他將有怎樣的發展？

## 主要演員

### JBC電視台／Evening News團隊
| 角色       | 演員         | 介紹 | 年齡 |
| 鷹宮 真    | 松嶋菜菜子   | Evening News首席製作人 在美國被JBC電視台重金禮聘為Evening News首席製作人。對Evening News成員而言，鷹宮是女魔頭，也是最棒的上司！ 為了追查事實，鷹宮可以不顧一切，即使採訪事件中牽涉到許多權力搬弄，依然堅持報導真相。她的信念就是：身為報導人，為了要追查事實，就算面對的是家人朋友也一樣，因為我們的工作就是要報導真相！ 起先鷹宮的想法是：只要能夠提高收視率，不管怎樣都無所謂！但就在和Evening News的夥伴一起共事後，似乎也逐漸體會到了一些事……。 沒錯，收視率當然很重要，但是，將社會的各種真實面確實報導出來，這才是身為報導人該做的，不是嗎？ 所以，鷹宮放棄了高收視率的拉麵特集，改以報導環境汙染的新聞，也因此，收視率並未達到預期標準。 由於結果不如預期，因此公司決定要將Evening News停掉……。 雖然距離停播還有些許日子，但大家卻已提不起勁，對工作也開始鬆懈了。就在這時，發生了連續縱火事件，再度重振了團隊士氣。 大家都希望能以這則新聞為節目畫下完美句點，因此每個人都盡了最大的努力，但誰也想不到，這則事件竟牽涉到許多權利搬弄，而這其中，竟也關係到製作人鷹宮的父親……。 知道自己父親可能做了不應該之事，鷹宮內心五味雜陳，因為她不相信，自己最敬愛的父親竟會做出那種事，但越是深入調查，就出現越多她不願相信的事實。 最後，鷹宮決定親自代表社會大眾來審問身為政府高官的父親……。 就在父親一一承認之時，採訪的鷹宮內心就越是激動，但是，她忍住了悲傷，漂亮的完成了這次的工作！ 雖然最後Evening News能夠免於停播，但據公司說法，鷹宮違反規定，必須中止特聘契約，因此鷹宮決定接受從前電視台的邀約，再度回到美國……。 然而就在即將離開前的最後一刻，九年三個月前所留下的遺憾會有機會消失嗎？ | 31歲 |
| 永瀨洋海   | 福山雅治     | Evening News副控指揮官 不管任何事皆能樂觀面對，在氣氛緊張之時，會帶著同事們做些舒壓的動作，是個標準的樂天派人物。 過去曾和鷹宮有過一段情，但就因為自己一時的猶豫不決，使得自己和鷹宮的心中都留下了遺憾……。 雖然總是一副很隨性的樣子，但在工作上的認真態度，以及對朋友的重視，可說是沒有人比得上的。 之後由於收視率未達標準，所以公司下令要將Evening News停掉。 然而，永瀨在Evening News的最後一條新聞上做了最大的努力，雖然保住了節目，但…卻保不住製作人……。 由於鷹宮違反了規定，所以電視台決定中止特聘契約，也因此，鷹宮又再度被挖回美國的電視台。 然而，兩人在九年三個月前心中都留下了遺憾，如今彷彿歷史重演，鷹宮又要再次離開日本了，而這一次，永瀨能夠來得及彌補當年的遺憾嗎？ | 31歲 |
| 久瀨光彥   | 渡邊一惠     | Evening News記者 當所有人正為Evening News的最後一條新聞努力時，久瀨起先抱著些許事不關己的態度在為自己尋找安身之處，心想反正節目都要停播了，何必還要那麼認真？但在聽了富士子的一番話之後，似乎找回了對夥伴們的情誼，便重新和大家一起努力。 最後成為了Evening News的首席製作人，其領導風格和鷹宮有些異曲同工之妙。 | 40歲 |
| 戶渡千太郎 | 八嶋智人     | Evening News記者 由於小時候被同班同學合力栽贓，因此誓言將來要從事能夠揭開事情真相的工作。 因為一次採訪工作的耽誤，被鷹宮很很訓斥了一頓，從此隨身攜帶著一台V8，心想這樣不論突然碰到什麼事都能立即記錄下來。 然而有一天，戶渡竟真的碰上了突發事故……。 距離不遠的工地發生了鋼筋倒塌的意外，這對身為記者的戶渡而言，可是個能為自己扳回面子的大好機會，但是，這畢竟人命關天呀！ 究竟戶渡應該拿出身為記者的專業，搶下這條新聞，還是秉持著人人都該有的同理心，放下手中的V8呢？ | 34歲 |
| 秋山富士子 | 深浦加奈子   | 負責節目時間的倒數 年輕的時候是個小記者，因為在工作上出了差錯，之後就被轉調內部工作 | 43歲 |
| 古袋 博    | 佐佐木藏之介 | Evening News記者 | 33歲 |
| 山本タケシ | 永井大       | |      |
| 白井雪乃   | 白石美帆     | Evening News氣象播報員 某次播報氣象時頻頻出錯，因此信心有些受挫。雖然很想為團隊貢獻心力，但又不曉得該做些什麼……。 直到拯救了「早安新聞」之後，才又再度重拾信心。 | 21歲 |
| 櫻木恭一郎 | 兒玉清       | Evening News的靈魂主播 即使新聞稿只有三行，也能完美主持30分鐘的特別報導，可謂超級主播。 曾創下這樣的傳說：有次報導事件陷入膠著，櫻木就在毫無任何情報的狀況之下，在攝影棚獨自苦撐了三個小時的特別報導。 | 65歲 |
| カッチン   | PAPAYA鈴木   | | 43歲 |
| 鶴卷幸雄   | 志賀廣太郎   | Evening News記者 喜愛拍攝自然界中的事物，尤其是鳥類，多年經驗累積之下，已有極精巧之拍攝技術。 | －   |
| 田丸玲士   | 清水章吾     | | －   |
| 坂本大輔   | 山本龍二     | | －   |
| 長瀧久美   | 君嶋ゆかり   | | －   |
| 豬俣 功    | やべけんじ   | | －   |

### 其他
| 角色       | 演員   | 介紹       | 年齡 |
| 居酒屋老闆 | 岡田正 | 居酒屋老闆 | －   |

## 收視率
| 集數                                                    | 播出日期      | 副標題           | 劇本     | 導演     | 收視率 |
| ------------------------------------------------------- | ------------- | ---------------- | -------- | -------- | ------ |
| 第1話                                                   | 2003年1月9日  | 史上最糟的相逢   | 吉田智子 | 西谷 弘  | 20.0%  |
| 第2話                                                   | 2003年1月16日 | 領帶與前男友     | 吉田智子 | 西谷 弘  | 17.3%  |
| 第3話                                                   | 2003年1月23日 | 只有倆人的夜晚   | 武井 彩  | 松田秀知 | 18.6%  |
| 第4話                                                   | 2003年1月30日 | 酒店只有我倆     | 吉田智子 | 松田秀知 | 18.6%  |
| 第5話                                                   | 2003年2月6日  | 悲傷的求婚       | 吉田智子 | 西谷 弘  | 17.3%  |
| 第6話                                                   | 2003年2月13日 | 2月14日的奇蹟    | 吉田智子 | 若松節朗 | 17.5%  |
| 第7話                                                   | 2003年2月20日 | 現在仍然愛著你   | 吉田智子 | 河野圭太 | 17.0%  |
| 第8話                                                   | 2003年2月27日 | 收視率犯罪       | 吉田智子 | 西谷 弘  | 19.0%  |
| 第9話                                                   | 2003年3月6日  | 拉麵戰爭         | 吉田智子 | 河野圭太 | 19.4%  |
| 第10話                                                  | 2003年3月13日 | 最後的新聞       | 吉田智子 | 西谷 弘  | 18.9%  |
| 最終話                                                  | 2003年3月20日 | 不再是孤獨一個人 | 吉田智子 | 西谷 弘  | 19.4%  |
| 平均收視率18.5%（收視率關東地區・ビデオリサーチ社調べ） |               |                  |          |          |        |

## 主題曲
東京斯卡樂園「銀河と迷路」

## 幕後
- 編劇：吉田智子、武井 彩
- 製作人：長部聰介、現王園佳正、井口喜一
- 導演：西谷 弘、松田秀知、若松節朗、河野圭太
- 企劃：石原 隆
- 音樂：澤田 完、久保田光太郎
- 美術指導：柳川和央

## 獎項及榮譽
- 第36回日劇學院賞 最佳女主角：松嶋菜菜子
- 第36回日劇學院賞 最佳服裝造型：松嶋菜菜子
- 第36回日劇學院賞 最佳卡司

## 外部連結
- 富士電視台－美女か野獣 （页面存档备份，存于）
- 緯來日本台－美女或野獸 （页面存档备份，存于）

## 作品的變遷
| 日本富士電視台 木曜劇場 星期四 22:00至22:54 | 日本富士電視台 木曜劇場 星期四 22:00至22:54 | 日本富士電視台 木曜劇場 星期四 22:00至22:54 |
| ------------------------------------------- | ------------------------------------------- | ------------------------------------------- |
|                                             | 美女或野獸 （2003.1.9. - 2003.3.20）        |                                             |
| 薔薇的十字架 （2002.10.10. - 2002.12.12）   | 新女婿大人2003 （2003.4.17. - 2003.6.26）   |                                             |